# Stützerbach
Stützerbach là một đô thị huyện Ilm, bang Thüringen, Đức. Đô thị này có diện tích 11,37 km², dân số thời điểm 31 tháng 12 năm 2006 là 1597 người.